# JCB HMEE

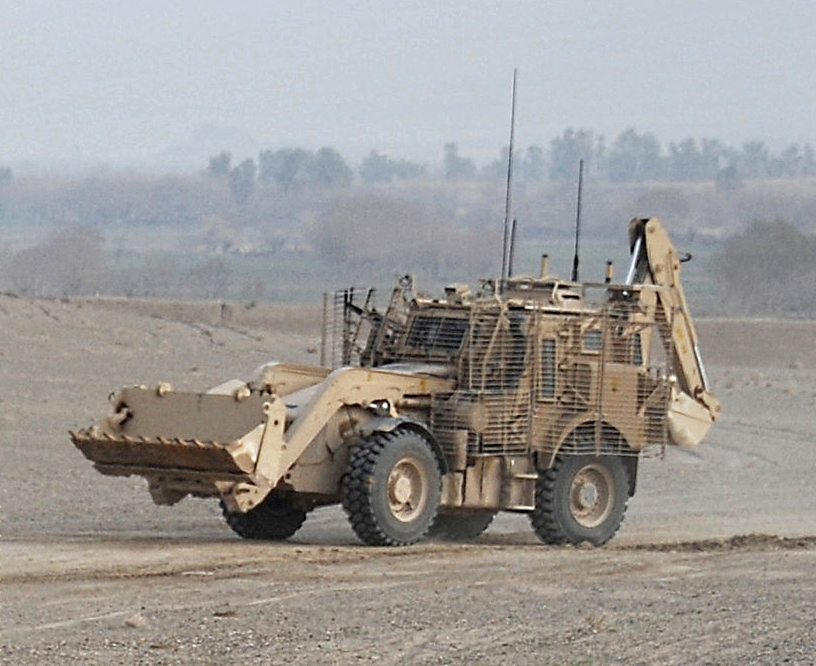
HMEE с решётчатой бронёй

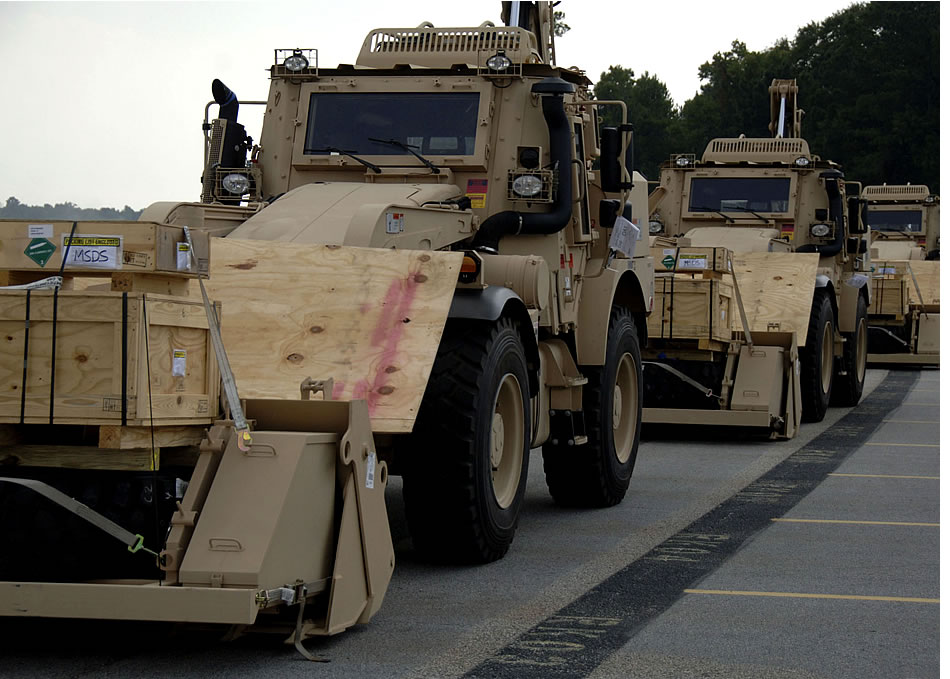
HMEE, подготовленные к отправке

JCB HMEE (High Mobility Engineer Excavator) — это военный инженерный экскаватор производства британской компании JCB.

## Конструкция
HMEE — это бронированный экскаватор-погрузчик, предназначенный для высоких скоростей и для самостоятельного развёртывания вместе с военными конвоями. Он также способен буксировать тяжёлые грузы и обладает хорошей проходимостью по бездорожью. Он основан на тракторы JCB Fastrac.
HMEE производится на заводе JCB в Пулере, штат Джорджия, с использованием брони производства компании American Defense Systems (ASDI).

## Технические характеристики
Двигатель: Cummins QSB 6,7
Вес: 16,18 тонн (бронированный), 13,5 тонн (небронированный)Скорость: До 97 км/ч 

## Операторы
- Сухопутные войска Австралии: 8 машин[4]
- Сухопутные войска Бельгии: около 4 машин[5]
- Британская армия: 17 машин[6]
- Сухопутные войска Дании: 6 машин
- Силы обороны Ирландии: 1 машина[7]
- Армия Обороны Израиля[8][9]
- Сухопутные войска Новой Зеландии: 6 машин[10]
- Сухопутные войска Испании: 4 машины
- Сухопутные войска Швеции: 22 машины[11]
- Армия США: 800 машин[12]